# Ghughali
Ghughali (hindi घुघली) – miasto w północnych Indiach w stanie Uttar Pradesh, na Nizinie Hindustańskiej.
Populacja miasta w 2001 roku wynosiła 10 312 mieszkańców.